# Kiełpino Małe
Kiełpino Małe – jezioro na Pojezierzu Ińskim, położone w gminie Ińsko, w powiecie stargardzkim, w woj. zachodniopomorskim. Około 0,6 km na północny wschód od Kiełpina Małego znajduje się większe jezioro Kiełpino Duże. Niedostępny teren pomiędzy tymi jeziorami jest ostoją zwierzyny.
Według danych gminy Ińsko powierzchnia zbiornika wynosi 5,6 ha, jednak inne źródło podaje 5,33 ha.
W typologii rybackiej Kiełpino Małe jest jeziorem karasiowym.
Ok. 0,5 km na północny zachód od Kiełpina Małego jest Jezioro Długie. Około 3 km na zachód od jeziora leży miasto Ińsko.